# Ринопластическая клиника Тома
«Ринопластическая клиника Тома» (англ. Tom's Rhinoplasty) — одиннадцатый эпизод сериала «Южный Парк», его премьера состоялась 11 февраля 1998 года.

## Сюжет
Венди и Стэн перед началом уроков обсуждают романтические планы на День святого Валентина. В класс заходит директриса Виктория и сообщает, что мистер Гаррисон в ближайшее время преподавать не будет, и его будет заменять временная учительница. Когда она входит, выясняется, что она — потрясающая красотка, и Стэн, Кайл, Кенни и Картман (а заодно, похоже, и другие мальчики класса) немедленно в неё влюбляются. Что особенно пугает Венди, Стэн начинает блевать при обращении к нему мисс Эллен (раньше он так реагировал на Венди, что было признаком его влюблённости). Венди решает, что мисс Эллен хочет отнять у неё Стэна.
Тем временем выясняется, что мистер Гаррисон решил сделать себе пластическую операцию по изменению формы носа, для чего приходит в «Ринопластическую клинику Тома». Выясняется, что исходом операции может стать коренное изменение внешности Гаррисона, и он с радостью соглашается.
Ребята охвачены желанием понравиться мисс Эллен. Они рассказывают о новой красотке-учительнице Шефу, и тот на ближайшем уроке подходит к ней и поёт песенку «No Substitute», посвящённую её неповторимой красоте, чем добивается совместного ужина. После урока Венди, которая мучается, видя увлечённость Стэна мисс Эллен, подходит к учительнице и угрожает, говоря: «Don’t fuck with me» («Не *би мне мозг!»).
В День святого Валентина мисс Эллен разбирает подарки от детей (Венди дарит ей дохлого зверька), после чего проводит диктант, обещая, что написавший его лучше всех сможет с ней поужинать. В столовой ребята спрашивают Шефа, как прошло свидание; он смущённо отвечает, что не очень, и объясняет, что мисс Эллен — «играет за другую команду», потом поясняет, что она — лесбиянка (но отказывается объяснить, что это такое). Дети решают стать лесбиянами.
Венди при участии Биби пытается сменить одежду, чтобы отвлечь на себя внимание мальчиков. Однако новый, ещё более откровенный наряд мисс Эллен опять затмевает её. Вдобавок выясняется, что именно Стэн победил в «конкурсе» и будет ужинать с мисс Эллен, после чего в школу приходит мистер Гаррисон, после ринопластической операции ставший моделью и любимцем женщин, и объявляет, что уходит из школы навсегда (таким образом, мисс Эллен остаётся постоянной учительницей третьего класса). Венди в ужасе и признаётся мисс Эллен в собственном поражении.
Мальчики решают стать лесбиянами. Для этого они, по совету Лиэн Картман, который понимают слишком буквально, пытаются «лизать половую щель» (в их варианте — щель в полу) и «зачавкать коробочку». На ужине Стэн разговаривает с мисс Эллен, думая, что это и называется «заниматься любовью», чем на следующий день хвастается. Однако в тот же самый день в класс неожиданно вламывается кучка иракцев, объявляющих, что мисс Эллен — беженка из Ирака и преступница, а её настоящее имя — Макеш Алак Макаракеш, ее обвиняют в убийстве. Директриса Виктория позволяет им увести мисс Эллен, а мистер Гаррисон, которому осточертело чрезмерное женское внимание, меняет себе нос обратно и возвращается к преподаванию.
Иракцы сажают мисс Эллен в ракету и отправляют на Солнце, где она и сгорает. В этот же самый день у Венди дома происходит вечеринка. Кайл недоверчиво спрашивает у Венди, не кажется ли ей странным «разоблачение» их учительницы; в этот же момент к Венди подходят несколько иракцев, она говорит с ними о чём-то и швыряет пачку денег. Кайл в ужасе спрашивает — неужели это Венди всё подстроила? Та смотрит прямо перед собой, её взгляд пугающе меняется, и она говорит: «А я предупреждала её: не *би мозг Венди Тестабургер!»

## Смерть Кенни
Когда мисс Эллен хватают иракцы, она в панике отбирает у одного из них меч и начинает им размахивать; меч вылетает у неё из рук и попадает точно между глаз Кенни, «прибивая» его к стене. Стэн говорит: «О Боже мой! Она убила Кенни!», а Кайл добавляет: «Сволочь!»

## Персонажи
Это первый в сериале эпизод, где не появляется ни одного нового персонажа, в дальнейшем становящегося постоянным.
В классе сидят (слева направо): Билл; Энни; Клайд; Пип; Кенни; Токен; Кайл; Стэн; Кевин; Картман; Венди; Биби; Берта. На площадке для игр можно заметить Крэйга (позже он появляется и в классе), а в столовой перед главной четвёркой стоит Баттерс. Когда Стэн говорит, что им с друзьями надо стать лесбиянами, можно увидеть Крэйга, почему-то сидящего в одежде, отличающейся от его привычного наряда.

## Пародии

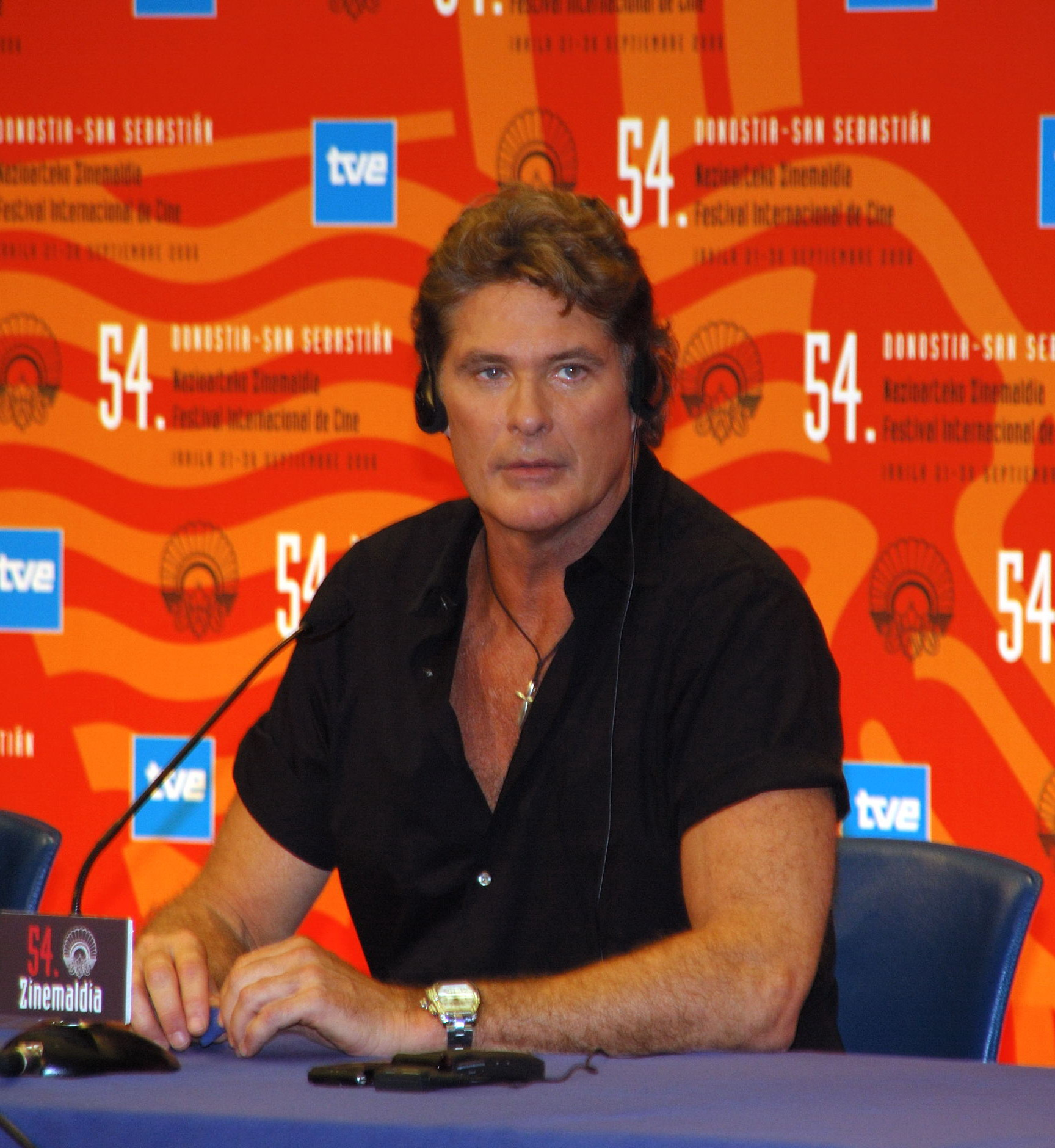
Дэвид Хассельхофф

- Мисс Эллен озвучена специально приглашённой актрисой — Наташей Хенстридж.
- После операции на носу у мистера Гаррисона появляется лицо Дэвида Хассельхоффа.
- Песня, играющая всякий раз, как появляется мистер Гаррисон с новым носом, — «Shadow Dancing» Энди Гибба.
- Фраза «Нам позвонили — твоя бабушка только что умерла» взята из фильма «Феррис Бьюллер берёт выходной».

## Факты
- В этом эпизоде появляются инопланетяне: когда в классе появляются иракцы и дети прячутся под столы, у головы инопланетянина на одной из картин позади парт моргают глаза.
- Имя мисс Эллен (англ. MS. ELLEN) написано на доске с ошибкой: N перевёрнута и выглядит, как русская И, хотя, возможно, это не ошибка, а вариант написания строчной n.
- На стене в ринопластической клинике висит коллаж с изображением профиля человека со слоновьим носом и надписью: «There Is Hope. Dr. Tom» (с англ. — «Надежда есть. Доктор Том»).
- На доске, под надписью «Таблица умножения» (англ. Multiplication Tables), написаны примеры:

2 × 1 = 2

3 × 4 = 12

2 × 2 = 4

1 × 45 = 45

5 × 6 = 30

9 × 2 = 18

654 × 987 = 645498

Ответ на последний пример — правильный.
- Когда Шеф подходит и, как обычно, здоровается с детьми фразой «Hello there children», те не отвечают, хотя обычно заканчивают «стандартное приветствие» ответом хором «Hey Chef».
- Песня, звучащая, когда Венди плачет и вспоминает их отношения со Стэном, исполнена Кортни Форд, которая снималась в фильме с участием Паркера и Стоуна «БЕЙСкетбол». Во время одного из воспоминаний, которого не было в предыдущих сериях, Венди болеет за Стэна на футбольной тренировке — возможно, это отсылка к событиям эпизода «Большой Эл-гомосек и его гомояхта».
- Фотограф, снимающий мистера Гаррисона, ранее появлялся в эпизоде «Дэмиен» — его можно увидеть в толпе, стоящим рядом с отцом Макси.
- Включая сцены воспоминаний, в этом эпизоде Стэна вырвало 19 раз.
- В самом начале, алфавит над доской был поставлен в таком порядке:Az By Cx…. Почти к концу серии на доске алфавит появился в правильном порядке:Aa Bb Cc….